# 코로나 린타완
코로나 린타완(인도네시아어: Corona Rintawan, 1975년 1월 1일 ~ )은 인도네시아의 의사이다. 2003년부터 응급의학 전문의로 활동했으며 코로나19 범유행을 비롯한 인도네시아에서 일어난 각종 재해에서 이슬람교 비정부 기구인 무하마디야의 의료대응팀을 지도했다.

## 경력
코로나 린타완은 1975년 1월 1일에 동자바주 수라바야에서 4남매 가운데 셋째로 태어났다. "코로나"라는 이름은 1975년 당시에 인도네시아에서 인기가 있었던 승용차인 토요타 코로나에서 유래된 이름이라고 한다. 코로나는 동자바주 말랑에 위치한 브라위자야 대학교에서 의학과를 졸업했다.
코로나는 2006년에 인도네시아 최대 규모의 이슬람교 비정부 기구인 무하마디야 계열 의료 단체에 가입했으며 2018년에는 모교인 브라위자야 대학교에서 응급의학 전문의 학위를 취득했다. 2020년 당시에는 동자바주 라몽안군에 위치한 무하마디야 계열 병원에서 의료 활동을 전개했다.

### 응급의학 전문의
코로나는 2003년에 아체주에 파견되어 응급의학 전문의 활동을 시작했으며 2004년 인도양 지진해일 이후에도 이 지역에서 근무했다.
코로나는 2013년에 일어난 태풍 하이옌의 여파로 큰 피해를 입은 필리핀 현지에 파견된 무하마디야 의료 구호팀의 일원으로 배치되었다. 2015년 4월 네팔 지진에서는 네팔 현지에 파견된 무하마디야 재난관리센터의 의료 대응팀장을 맡았다. 코로나는 2017년에 일어난 로힝야족 난민 사태 당시에 무하마디야 의료진 50명을 이끌고 방글라데시 콕스바자르를 방문했다. 코로나가 이끌던 무하마디야 의료 구호팀은 난민 수용소에서 일어난 디프테리아 유행을 접했다고 한다.

### 코로나19 범유행
무하마디야는 인도네시아에서 코로나19 범유행이 발생하자 비상대책본부를 구성하고 코로나를 책임자로 임명했다. 또한 인도네시아에서 활동하는 30,000여 개의 자선 단체가 후원을 통해 질병 치료를 담당할 수 있도록 자와섬, 수마트라섬에 위치한 20개 병원을 배정했다.
코로나는 질병 발생을 다루기 위해 2가지 프로그램을 준비했다. 하나는 자가격리의 필요성에 대한 인식을 확산시키는 것을 포함한 잠재적 위험 요인에 대한 인식을 높이는 것이다. 다른 프로그램은 마스크를 모아둔 사람들이 다른 사람들에게 기부하도록 동기를 부여하기 위한 것이다.
코로나는 인도네시아의 조코 위도도 대통령과 미국의 도널드 트럼프 대통령이 말라리아 치료제 가운데 하나인 클로로퀸을 코로나바이러스감염증-19(코로나19)의 잠재적인 치료제로 선전하면서 의사의 처방 없이 자가 약물 치료를 위해 클로로퀸을 사용하는 사람들에 대한 우려를 공개적으로 표명했다. 코로나는 2020년 4월에 인도네시아 국가재난관리위원회의 특별 참모로 임명되어 무하마디야의 대응팀장을 맡게 되었다. 코로나는 나중에 코로나19 범유행과 관련된 규제를 개방하는 인도네시아 정부의 방역 정책이 공중 보건보다 경제를 우선시한다고 비판했다.